# Can Gaig
Can Gaig era una masia a la vora dels actuals carrers de Vilapicina, Teide i Das i el passeig de Fabra i Puig de Barcelona, actualment desapareguda.

## Història
Datada almenys del segle xvii, era la casa pairal dels Gaig, família amb extenses propietats a la rodalia. El seu nom gairebé ja no es conserva a la memòria col·lectiva de Nou Barris.